# Antje Gleichfeld
Antje Gleichfeld (née Braasch le 31 mars 1938 à Hambourg) est une athlète allemande, spécialiste du 400 et du 800 mètres.

## Biographie
Elle se classe cinquième du 800 mètres lors des Jeux olympiques de 1960 et 1964.
Médaillée de bronze du 800 mètres lors des championnats d'Europe d'athlétisme 1966, elle décroche la médaille de bronze du relais 4 × 400 mètres lors des championnats d'Europe 1969.
Le 19 septembre 1969, à Athènes, elle établit un nouveau record du monde du relais 4 × 400 mètres en compagnie de Christa Czekay, Inge Bödding et Christel Frese, en 3 min 33 s 9.